# 6720 Ґіфу
6720 Ґіфу (6720 Gifu) — астероїд головного поясу, відкритий 11 листопада 1990 року.
Тіссеранів параметр щодо Юпітера — 3,156.